# Иеремиа Табаи
Сэр Иеремиа Тиенанг Табаи (англ. Ieremia Tienang Tabai; род. 16 декабря 1949, Ноноути, Острова Гилберта) — первый президент Республики Кирибати.

## Биография
Учился в Новой Зеландии. После получения высшего образования вернулся на Кирибати и работал бухгалтером.
В 1974 году был избран в Палату собрания островов Гилберта. В 1976 году острова получили ограниченное самоуправление, и он стал лидером оппозиции, в которой доминировали не столько формальные политические партии, сколько свободные коалиции единомышленников. На этой должности регулярно критиковал предполагаемые тенденции к централизации правительства премьер-министра Набуа Ратьеты, выражая особое отвращение к планам по созданию обременительного министерства обороны и к вестернизации, которую последний привнёс в Кирибати. Боролся за традиционную культуру, помогал публиковать жалобы деревенских производителей копры и критиковал то, что он считал „непропорциональными государственными расходами“ на Тараве по сравнению с другими островами архипелага.
В период с 1978 по 1979 год (дата обретения независимости Кирибати) был главным министром британской колонии Острова Гилберта. В период с 1979 по 1991 год занимал пост президента Кирибати с перерывом в период 1982—1983 годов. Первоначально занял пост президента страны при провозглашении её независимости как избранный ранее главный министр. В 1982, после победы на очередных выборах, вскоре подал в отставку.
Вновь стал президентом после победы на выборах 1983 года, затем был переизбран на 4-летний срок в 1987 году.
Считался сторонником идеи «лучше быть бедным, но свободным». Неожиданно для бывшей метрополии и Австралии подписал соглашение о тунце с СССР.
Являлся членом Национальной прогрессивной партии. После истечения срока занимал должность генерального секретаря Тихоокеанского Форума в период с 1992 по 1998 года. 
В 1999 был оштрафован за попытку основать независимую радиостанцию New Air FM. Год спустя он основал первую частную ежедневную газету Kiribati Newstar и с тех пор является ее редактором.
На выборах 2007, 2011, 2015-2016 и 2020 годов избирался депутатом парламента.
В 1982 году получил рыцарское звание.